# Resistance: Fall of Man
Resistance: Fall of Man (prèviament es deia I-8) és un videojoc del gènere dels d'acció en primera persona creat per Insomniac Games, els creadors del popular Spyro the Dragon per PlayStation i Ratchet & Clank per PlayStation 2. Resulta que el videojoc ha sigut publicat per Playstation 3 de manera exclusiva. La seva sortida a Europa va ser el 23 de març de 2007 i el 14 de novembre al Japó i EUA.

## Argument
Resistance: Fall of Man es desenvolupa en un passat alternatiu, durant tres intensos dies del juliol del 1951. En aquest videojoc no té lloc a la Segona Guerra Mundial ni l'amenaça nazi, però altres esdeveniments encara pitjors que van ocupar el seu lloc a la història; la invasió Quimera. Durant els anys 30 la intel·ligència americana aconsegueix informes de bioexperimentació a Rússia que parlaven de pobles i ciutats assolades. Es tem que els soviètics haguessin desenvolupat una terrible arma biològica, però res més lluny de la realitat.
Rússia va ser infectada pel desconegut virus Quimera i va quedar aïllada durant més de deu anys. El 1951 aquesta abominable espècie va llançar un atac a gran escala i va conquerir Europa sencera en una setmana. Gran Bretanya era l'última regió de la resistència, organitzada en bases secretes. Els Estats Units decideixen planejar una ofensiva conjunta i envien les seves forces a unir-se als britànics. Un atac sorpresa impossibilita la trobada, quedant els marines davant d'un enemic desconegut.
De tot l'exèrcit americà només queda un únic sobrevivent. El sergent Nathan Hale, infectat pel virus Quimera encara que resulta inexplicablement immune als seus efectes nocius. Rescatat pels seus aliats europeus, és aquí on comencen els tres llargs i memorables dies en els que es desenvolupa el videojoc.

## Premis
- Premis rebuts per IGN:
  - Videojoc de PlayStation 3 de l'any
  - Millor Shooter en primera persona de Playstation 3 de l'any 2006
  - Meillor tecnologia gràfica a la Playstation 3 el 2006
  - Millor ús de so a la Playstation 3 el 2006
  - Millor Multijugador online a la Playstation 3 el 2006
  - Millor innovació de disseny a la Playstation 3 el 2006

## Anàlisis
- GamesMaster — 85%
- GameSpot — 8.6/10
- NexGen Wars — 9.2/10
- PSM (revista) — 89%
- MeriStation Magazine— 8.5/10